# Yang Sheng

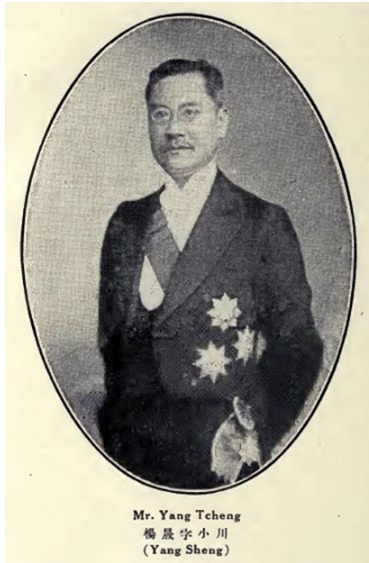
Yang Sheng, Fotografie aus Who's Who in China, 3rd ed der China weekly, Shanghai

Yang Sheng (chinesisch 楊晟);(* 23. August 1867 in Shilong; † unbekannt) war ein chinesischer Diplomat.

## Leben
Yang Sheng hatte das Tongwen Guan (kaiserliche Akademie für westliche Sprachen und Wissenschaften) in Peking absolviert. 1877 studierte er in Japan. Ab 1879 war er im Rahmen einer Auswärtsstudienprogramms der chinesischen Regierung mit Jin Damin mehrere Jahre an der chinesischen Gesandtschaft in Berlin. Jin Damin wurde 1915 diaochayuan (Forscher) des tongshuai banshichu (Leitungsbüros).
Yang Sheng war ein  Mitschüler und Arbeitskollege von Yin-Chang und besaß gute Kenntnisse der deutschen Sprache sowie des Deutschen Reichs. Von 1903 bis 1905 war Yang Sheng Gesandter in Wien. Von 1905 bis 1907 war er Gesandter in Berlin. Am 6. November 1907 gehörte er zu den Gründungsmitgliedern der 广东省教育会 (Guangdong Gesellschaft für das Studium der Selbstregierung)
1909 war er erneut Gesandter in Berlin. Nach dem Sturz der Qing-Dynastie leitete er in den Provinzen Shandong und Jiangsu Ämter im Polizeiwesen und fungierte mehrere Male als daoyin (Statthalter) des Bezirks Shanghai. Von 1924 bis 1927 war er Vizepräsident des chinesischen Roten Kreuzes.